# گروه فابری
گروه فابری (انگلیسی: Fabbri Group) شرکت مهندسی ایتالیایی است، که در سال ۱۹۵۰ تأسیس شد.